# 堀之内直
堀之内 直（ほりのうち すなお、1878年（明治11年）4月26日 - 1968年（昭和43年）9月17日）は、大日本帝国陸軍軍人。最終階級は陸軍少将。功四級。

## 経歴・人物
鹿児島県大口村（後に北伊佐郡大口村、伊佐郡大口村、大口町を経て、合併で大口市、伊佐市）に生まれる。1899年（明治32年）陸軍士官学校第11期卒業。
1923年（大正12年）8月に敦賀連隊区司令部部員、1924年（大正13年）12月に陸軍歩兵大佐・敦賀連隊区司令官、1927年（昭和2年）3月に歩兵第32連隊長を経て、1930年（昭和5年）8月に陸軍少将・歩兵第13旅団長に任官。1932年（昭和7年）8月8日に待命、同年8月30日に予備役に編入する。
1947年（昭和22年）11月28日、公職追放仮指定を受けた。

## 栄典
- 1940年（昭和15年）8月15日 - 紀元二千六百年祝典記念章[5]